# 艾盖劳尔尧
艾盖劳尔尧，是匈牙利维斯普雷姆州所辖的一个村，总面积8.94平方公里，总人口227，人口密度25.4人/平方公里（2010年1月1日）。